# The Peoples Champ
The Peoples Champ è il secondo album in studio del rapper statunitense Paul Wall, pubblicato nel 2005. 

## Tracce
1. I'm a Playa (feat. Three 6 Mafia) – 4:25
2. They Don't Know (feat. Mike Jones) – 3:43
3. Ridin' Dirty (feat. Trey Songz) – 4:27
4. State to State (feat. Freeway) – 4:12
5. So Many Diamonds (feat. T.I.) – 3:58
6. Smooth Operator – 3:15
7. Sittin' Sidewayz (feat. Big Pokey dei Screwed Up Click) – 3:52
8. Internet Going Nutz – 4:43
9. Trill (feat. B.G. & Bun B) – 4:08
10. Sippin' tha Barre – 4:39
11. Drive Slow (feat. Kanye West & GLC) – 4:33
12. March 'n' Step (feat. GridIron Glow-Ree) – 3:47
13. Got Plex (feat. Archie Lee & Cootabang) – 3:45
14. Girl – 4:38
15. Big Ballin' – 4:01
16. Sip-N-Get High (feat. Aqualeo) – 3:45
17. Just Paul Wall – 4:11
18. They Don't Know (feat. Bun B) – 3:43

## Classifiche
| Classifica (2005) | Posizione raggiunta |
| ----------------- | ------------------- |
| Stati Uniti       | 1                   |